# Józef Ceglecki
Józef Ceglecki (ur. 1900 w Kaplińcach, obecnie na Ukrainie, zm. 6 stycznia 1950) – polski działacz partyjny i państwowy, kolejarz, podsekretarz stanu w Ministerstwie Komunikacji (1948–1950).

## Życiorys
Ukończył studia magisterskie, następnie podjął pracę w państwowej kolei. Okres okupacji spędził ukrywając się w Moszenkach. W sierpniu 1944 zgłosił się do pracy w Polskim Komitecie Wyzwolenia Narodowego, został urzędnikiem Resortu Komunikacji. W lutym 1945 mianowany szefem Centralnego Biura Taryf i Rozrachunków Polskich Kolei Państwowych w Bydgoszczy. Został członkiem Związku Zawodowego Pracowników Państwowych, należał kolejno do Polskiej Partii Socjalistycznej i Polskiej Zjednoczonej Partii Robotniczej. Od kwietnia lub maja 1948 do śmierci zajmował stanowisko podsekretarza stanu w Ministerstwie Komunikacji.
Zmarł tragicznie w wypadku samochodowym w drodze z Lublina do Warszawy. 10 stycznia 1950 pochowany na Cmentarzu Powązkowskim w Warszawie.

## Odznaczenia
Odznaczony Złotym Krzyżem Zasługi.